# Olympische Sommerspiele 2020/Radsport – BMX-Rennen (Männer)
Das BMX-Rennen der Männer bei den Olympischen Spielen 2020 in Tokio wurde am 29. (Viertelfinale) und 30. Juli 2021 (Halbfinale und Finale) im Ariake Urban Sports Park ausgetragen.

## Titelträger
| Olympiasieger | Connor Fields  | Rio de Janeiro 2016 |
| Weltmeister   | Twan van Gendt | Heusden-Zolder 2019 |

## Das Rennen
Im Viertelfinale traten jeweils sechs Fahrer in drei Läufen gegeneinander an. In jedem Lauf gab es Punkte gleich der Platzierung, die Punktbesten vier Fahrer nach drei Läufen haben sich für das Halbfinale qualifiziert, aus Viertelfinale 1 und 2 für das Halbfinale 1, aus Viertelfinale 3 und 4 für das Halbfinale 2. Im Viertelfinale gab es keine Überraschungen und alle Top-Fahrer kamen eine Runde weiter.
In den Halbfinals bestritten jeweils acht Fahrer drei Läufe, die jeweils vier Punktbesten qualifizierten sich für das Finale. Im Halbfinale 1 stürzte der Sieger von 2016 Connor Fields im 3. Lauf und prallte mit dem Kopf voran auf den Boden und musste ins Krankenhaus abtransportiert werden. Der Franzose Sylvain André und der Niederländer Twan van Gendt konnten nicht ausweichen und kollidierten mit Fields. Während André sich trotzdem qualifizieren konnte, schied van Gendt als amtierender Weltmeister im Halbfinale aus. Im Halbfinale 2 setzten sich am Ende vier Fahrer klar mit jeweils 8 Punkten durch.
Im Finale blieb der Platz von Connor Fields frei, der trotz seines Sturzes für das Finale qualifiziert war. Niek Kimmann und Kye Whyte setzen sich bereits in der ersten Kurve an die Spitze und machten am Ende den Sieg unter sich aus. Der an dritter Stelle liegende Franzose Joris Daudet stürzte in der letzten Kurve, so dass die Bronzemedaille an den Kolumbianer Carlos Ramírez ging.

## Ergebnisse

### Viertelfinale

#### Viertelfinale 1
| Rang | Name               | Nation             | Lauf 1 (Pkt.) | Lauf 2 (Pkt.) | Lauf 3 (Pkt.) | Punkte | Anm. |
| ---- | ------------------ | ------------------ | ------------- | ------------- | ------------- | ------ | ---- |
| 1    | Sylvain André      | Frankreich         | 40,436 (1)    | 40,131 (1)    | 40,294 (1)    | 3      | Q    |
| 2    | Kye Whyte          | Großbritannien     | 41,012 (3)    | 40,201 (2)    | 40,983 (4)    | 9      | Q    |
| 3    | Romain Mahieu      | Frankreich         | 40,701 (2)    | 40,603 (3)    | 40,996 (5)    | 10     | Q    |
| 4    | Corben Sharrah     | Vereinigte Staaten | 41,408 (4)    | 41,222 (5)    | 40,537 (2)    | 11     | Q    |
| 5    | Yoshitaku Nagasako | Japan              | 41,862 (5)    | 40,984 (4)    | 40,851 (3)    | 12     |      |
| 6    | Alex Limberg       | Südafrika          | 46,005 (6)    | 50,119 (6)    | 44,773 (6)    | 18     |      |

#### Viertelfinale 2
| Rang | Name           | Nation      | Lauf 1 (Pkt.) | Lauf 2 (Pkt.) | Lauf 3 (Pkt.) | Punkte | Anm. |
| ---- | -------------- | ----------- | ------------- | ------------- | ------------- | ------ | ---- |
| 1    | Niek Kimmann   | Niederlande | 40,681 (2)    | 40,249 (1)    | 39,932 (1)    | 4      | Q    |
| 2    | Twan van Gendt | Niederlande | 40,555 (1)    | 40,477 (2)    | 40,258 (2)    | 5      | Q    |
| 3    | Renato Rezende | Brasilien   | 40,980 (3)    | 40,983 (4)    | 40,705 (3)    | 10     | Q    |
| 4    | Nicolás Torres | Argentinien | 41,243 (4)    | 40,527 (3)    | 42,525 (6)    | 13     | Q    |
| 5    | Helvijs Babris | Lettland    | 41,529 (5)    | 41,710 (5)    | 42,490 (5)    | 15     |      |
| 6    | James Palmer   | Kanada      | 41,708 (6)    | 41,971 (6)    | 41,167 (4)    | 16     |      |

#### Viertelfinale 3
| Rang | Name                   | Nation      | Lauf 1 (Pkt.) | Lauf 2 (Pkt.) | Lauf 3 (Pkt.) | Punkte | Anm. |
| ---- | ---------------------- | ----------- | ------------- | ------------- | ------------- | ------ | ---- |
| 1    | Joris Daudet           | Frankreich  | 40,570 (1)    | 40,207 (1)    | 39,911 (1)    | 3      | Q    |
| 2    | Joris Harmsen          | Niederlande | 40,698 (2)    | 40,327 (2)    | 40,463 (2)    | 6      | Q    |
| 3    | Tore Navrestad         | Norwegen    | 41,122 (3)    | 40,768 (3)    | 41,395 (3)    | 9      | Q    |
| 4    | Vincent Pelluard       | Kolumbien   | 41,479 (5)    | 41,675 (5)    | 41,452 (4)    | 14     | Q    |
| 5    | Simon Marquart         | Schweiz     | 41,274 (4)    | 41,675 (4)    | 1:25,514 (6)  | 14     |      |
| 6    | Jewgeni Kleschtschenko | ROC         | 42,432 (6)    | 41,912 (6)    | 42,337 (5)    | 17     |      |

#### Viertelfinale 4
| Rang | Name            | Nation             | Lauf 1 (Pkt.) | Lauf 2 (Pkt.) | Lauf 3 (Pkt.) | Punkte | Anm. |
| ---- | --------------- | ------------------ | ------------- | ------------- | ------------- | ------ | ---- |
| 1    | Connor Fields   | Vereinigte Staaten | 40,887 (2)    | 41,084 (1)    | 40,138 (1)    | 4      | Q    |
| 2    | David Graf      | Schweiz            | 40,459 (1)    | 41,473 (2)    | 40,436 (3)    | 6      | Q    |
| 3    | Carlos Ramírez  | Kolumbien          | 42,164 (4)    | 41,620 (3)    | 40,801 (4)    | 11     | Q    |
| 4    | Alfredo Campo   | Ecuador            | 1:09,531 (6)  | 41,941 (4)    | 40,329 (2)    | 12     | Q    |
| 5    | Giacomo Fantoni | Italien            | 41,576 (3)    | 42,766 (6)    | 40,979 (5)    | 14     |      |
| 6    | Anthony Dean    | Australien         | 1:00,186 (5)  | 42,750 (5)    | 42,251 (6)    | 16     |      |

### Halbfinale

#### Halbfinale 1
| Rang | Name             | Nation             | Lauf 1 (Pkt.) | Lauf 2 (Pkt.) | Lauf 3 (Pkt.) | Punkte | Anm. |
| ---- | ---------------- | ------------------ | ------------- | ------------- | ------------- | ------ | ---- |
| 1    | Romain Mahieu    | Frankreich         | 40,265 (1)    | 40,293 (2)    | 40,244 (1)    | 4      | Q    |
| 2    | Carlos Ramírez   | Kolumbien          | 41,207 (4)    | 41,005 (4)    | 41,281 (2)    | 10     | Q    |
| 3    | Sylvain André    | Frankreich         | 40,695 (2)    | 40,490 (3)    | 1:09,511 (6)  | 11     | Q    |
| 4    | Connor Fields    | Vereinigte Staaten | 40,762 (3)    | 40,270 (1)    | DNF (8)       | 12     | Q    |
| 5    | Nicolás Torres   | Argentinien        | 41,693 (5)    | 41,014 (5)    | 41,360 (3)    | 13     |      |
| 6    | Vincent Pelluard | Kolumbien          | 42,002 (6)    | 41,422 (6)    | 42,250 (5)    | 17     |      |
| 7    | Joris Harmsen    | Niederlande        | 42,978 (7)    | 42,265 (7)    | 41,801 (4)    | 18     |      |
| 8    | Twan van Gendt   | Niederlande        | 58.692 (8)    | 42,315 (8)    | 1:51,080 (7)  | 23     |      |

#### Halbfinale 2
| Rang | Name           | Nation             | Lauf 1 (Pkt.) | Lauf 2 (Pkt.) | Lauf 3 (Pkt.) | Punkte | Anm. |
| ---- | -------------- | ------------------ | ------------- | ------------- | ------------- | ------ | ---- |
| 1    | Niek Kimmann   | Niederlande        | 39,981 (1)    | 40,023 (3)    | 39,352 (2)    | 6      | Q    |
| 2    | Kye Whyte      | Großbritannien     | 40,769 (3)    | 40,076 (4)    | 39,299 (1)    | 8      | Q    |
| 3    | Joris Daudet   | Frankreich         | 41,141 (4)    | 39,629 (1)    | 39,924 (3)    | 8      | Q    |
| 4    | Alfredo Campo  | Ecuador            | 40,442 (2)    | 39,738 (2)    | 40,173 (4)    | 8      | Q    |
| 5    | David Graf     | Schweiz            | 41,645 (6)    | 1:15,178 (7)  | 40,462 (5)    | 18     |      |
| 6    | Tore Navrestad | Norwegen           | 41,648 (7)    | 40,302 (5)    | 40,722 (6)    | 18     |      |
| 7    | Renato Rezende | Brasilien          | 41,561 (5)    | 1:28,740 (8)  | 40,992 (7)    | 20     |      |
| 8    | Corben Sharrah | Vereinigte Staaten | 42,208 (8)    | 40,994 (6)    | 43,532 (8)    | 22     |      |

### Finale
| Rank | Name           | Land               | Zeit (s) |
| ---- | -------------- | ------------------ | -------- |
| 1    | Niek Kimmann   | Niederlande        | 39,053   |
| 2    | Kye Whyte      | Großbritannien     | 39,167   |
| 3    | Carlos Ramírez | Kolumbien          | 40,572   |
| 4    | Sylvain André  | Frankreich         | 40,676   |
| 5    | Alfredo Campo  | Ecuador            | 40,705   |
| 6    | Romain Mahieu  | Frankreich         | 41,952   |
| 7    | Joris Daudet   | Frankreich         | DNF      |
| 8    | Connor Fields  | Vereinigte Staaten | DNS      |

### Weitere Platzierungen
Platz 9 bis 16 belegen die ausgeschiedenen Halbfinalisten, Platz 17 bis 24 die ausgeschiedenen Viertelfinalisten. Die Reihenfolge wurde anhand der im Halb- bzw. Viertelfinale erzielten Punktzahl ermittelt. Bei Punktgleichheit entschied die Zeit im 3. Lauf.
| Rank | Name                   | Land               |
| ---- | ---------------------- | ------------------ |
| 9    | Nicolás Torres         | Argentinien        |
| 10   | Vincent Pelluard       | Kolumbien          |
| 11   | David Graf             | Schweiz            |
| 12   | Tore Navrestad         | Norwegen           |
| 13   | Joris Harmsen          | Niederlande        |
| 14   | Renato Rezende         | Brasilien          |
| 15   | Corben Sharrah         | Vereinigte Staaten |
| 16   | Twan van Gendt         | Niederlande        |
| 17   | Yoshitaku Nagasako     | Japan              |
| 18   | Giacomo Fantoni        | Italien            |
| 19   | Simon Marquart         | Schweiz            |
| 20   | Helvijs Babris         | Lettland           |
| 21   | James Palmer           | Kanada             |
| 22   | Anthony Dean           | Australien         |
| 23   | Jewgeni Kleschtschenko | ROC                |
| 24   | Alex Limberg           | Südafrika          |